# Augsburger Panther
Augsburger Panther je německý klub ledního hokeje, který sídlí v bavorském městě Augsburg. Původní sportovní klub byl založen v roce 1878 pod názvem Augsburger EV 1878. Oddíl ledního hokeje byl založen v roce 1937. Svůj současný název nese od roku 1994. Od sezóny 1994/95 působí v Deutsche Eishockey Lize, německé nejvyšší soutěži ledního hokeje. Klubové barvy jsou červená, zelená a bílá.
Své domácí zápasy odehrává v hale Curt-Frenzel-Stadion s kapacitou 6 760 diváků.

## Historické názvy
Zdroj:
- 1878 – Augsburger EV 1878 (Augsburger Eislauf Verein 1878)
- 1945 – HC Augsburg (Hockey Club Augsburg)
- 1953 – Augsburger ERV (Augsburger Eislauf- und Rollsport Verein)
- 1994 – Augsburger Panther

## Přehled ligové účasti
Stručný přehled
Zdroj:
- 1947–1948: Deutsche Eishockey-Meisterschaft (1. ligová úroveň v Německu)
- 1948–1950: Eishockey-Oberliga (1. ligová úroveň v Německu)
- 1963–1964: Eishockey-Landesliga Bayern (4. ligová úroveň v Německu)
- 1964–1965: Eishockey-Gruppenliga Süd (3. ligová úroveň v Německu)
- 1965–1966: Eishockey-Regionalliga Süd (3. ligová úroveň v Německu)
- 1966–1968: Eishockey-Oberliga Süd (2. ligová úroveň v Německu)
- 1968–1974: Eishockey-Bundesliga (1. ligová úroveň v Německu)
- 1974–1975: 2. Eishockey-Bundesliga (2. ligová úroveň v Německu)
- 1976–1977: Eishockey-Bundesliga (1. ligová úroveň v Německu)
- 1977–1978: 2. Eishockey-Bundesliga (2. ligová úroveň v Německu)
- 1978–1979: Eishockey-Bundesliga (1. ligová úroveň v Německu)
- 1979–1981: Eishockey-Oberliga Süd (3. ligová úroveň v Německu)
- 1981–1982: 2. Eishockey-Bundesliga (2. ligová úroveň v Německu)
- 1982–1983: Eishockey-Oberliga Süd (3. ligová úroveň v Německu)
- 1983–1987: 2. Eishockey-Bundesliga (2. ligová úroveň v Německu)
- 1987–1989: Eishockey-Oberliga Süd (3. ligová úroveň v Německu)
- 1989–1994: 2. Eishockey-Bundesliga (2. ligová úroveň v Německu)
- 1994– : Deutsche Eishockey Liga (1. ligová úroveň v Německu)

Jednotlivé ročníky
Zdroj:
Legenda: ZČ – základní část, červené podbarvení – sestup, zelené podbarvení – postup, fialové podbarvení – reorganizace, změna skupiny či soutěže
| Německé okupační zóny (1947–1949) |                         |           |                  |                                                                                   |                                                                                   |                                                                                   |
| Sezóny                            | Soutěž                  | Úroveň    | ZČ               | Play-off                                                                          | Poznámky                                                                          |                                                                                   |
| 1947                              | Deutsche Meisterschaft  | 1. úroveň | nehráno          | Jih, bavorské mistrovství (?. místo)                                              |                                                                                   |                                                                                   |
| 1948                              | Deutsche Meisterschaft  | 1. úroveň | nehráno          | Finálová skupina (5. místo)                                                       | Reorganizace                                                                      |                                                                                   |
| 1948/49                           | Oberliga                | 1. úroveň | 5. místo         |                                                                                   |                                                                                   |                                                                                   |
| Německo (1949–)                   |                         |           |                  |                                                                                   |                                                                                   |                                                                                   |
| Sezóny                            | Soutěž                  | Úroveň    | ZČ               | Play-off                                                                          | Poznámky                                                                          |                                                                                   |
| 1949/50                           | Oberliga                | 1. úroveň | 8. místo         |                                                                                   | Sestup                                                                            |                                                                                   |
| …                                 |                         |           |                  |                                                                                   |                                                                                   |                                                                                   |
| 1963/64                           | Landesliga Bayern West  | 4. úroveň | ?. místo         |                                                                                   | Postup                                                                            |                                                                                   |
| 1964/65                           | Gruppenliga Süd         | 3. úroveň | 2. místo         | Finálová skupina (4. místo)                                                       | Reorganizace                                                                      |                                                                                   |
| 1965/66                           | Regionalliga Süd        | 3. úroveň | 1. místo         | Finálová skupina (1. místo)                                                       | Postup                                                                            |                                                                                   |
| 1966/67                           | Oberliga Süd            | 2. úroveň | 1. místo         | Baráž o Bundesligu (5. místo, Jih)                                                |                                                                                   |                                                                                   |
| 1967/68                           | Oberliga Süd            | 2. úroveň | 2. místo         | Baráž o Bundesligu (2. místo, Jih)                                                | Postup                                                                            |                                                                                   |
| 1968/69                           | Bundesliga Süd          | 1. úroveň | 3. místo         | Finálová skupina (5. místo)                                                       |                                                                                   |                                                                                   |
| 1969/70                           | Bundesliga              | 1. úroveň | 5. místo         | Finálová skupina (5. místo)                                                       |                                                                                   |                                                                                   |
| 1970/71                           | Bundesliga              | 1. úroveň | 6. místo         |                                                                                   |                                                                                   |                                                                                   |
| 1971/72                           | Bundesliga              | 1. úroveň | 6. místo         |                                                                                   |                                                                                   |                                                                                   |
| 1972/73                           | Bundesliga              | 1. úroveň | 9. místo         |                                                                                   |                                                                                   |                                                                                   |
| 1973/74                           | Bundesliga              | 1. úroveň | 10. místo        |                                                                                   | Sestup                                                                            |                                                                                   |
| 1974/75                           | 2. Bundesliga           | 2. úroveň | 2. místo         |                                                                                   |                                                                                   |                                                                                   |
| 1975/76                           | 2. Bundesliga           | 2. úroveň | 1. místo         |                                                                                   | Postup                                                                            |                                                                                   |
| 1976/77                           | Bundesliga              | 1. úroveň | 10. místo        | Skupina o udržení (4. místo)                                                      | Sestup                                                                            |                                                                                   |
| 1977/78                           | 2. Bundesliga           | 2. úroveň | 1. místo         | Finálová skupina (1. místo)                                                       | Postup                                                                            |                                                                                   |
| 1978/79                           | Bundesliga              | 1. úroveň | 10. místo        | Skupina o udržení (6. místo)                                                      | Sestup; přihláška do OL                                                           |                                                                                   |
| 1979/80                           | Oberliga Süd            | 3. úroveň | 3. místo         | Baráž o 2. Bundesligu, sk. 2 (3. místo)                                           |                                                                                   |                                                                                   |
| 1980/81                           | Oberliga Süd            | 3. úroveň | 1. místo         | Baráž o 2. Bundesligu, sk. 1 (1. místo)                                           | Postup                                                                            |                                                                                   |
| 1981/82                           | 2. Bundesliga Süd       | 2. úroveň | 3. místo         | Finálová skupina (10. místo)                                                      | Sestup                                                                            |                                                                                   |
| 1982/83                           | Oberliga Süd            | 3. úroveň | 3. místo         | Baráž o 2. Bundesligu, sk. 2 (2. místo)                                           | Postup                                                                            |                                                                                   |
| 1983/84                           | 2. Bundesliga Süd       | 2. úroveň | 2. místo         | Finálová skupina A (3. místo)                                                     |                                                                                   |                                                                                   |
| 1984/85                           | 2. Bundesliga Süd       | 2. úroveň | 2. místo         | Baráž o Bundesligu (8. místo)                                                     |                                                                                   |                                                                                   |
| 1985/86                           | 2. Bundesliga Süd       | 2. úroveň | 1. místo         | Baráž o Bundesligu (3. místo)                                                     |                                                                                   |                                                                                   |
| 1986/87                           | 2. Bundesliga Süd       | 2. úroveň | 2. místo         | Baráž o Bundesligu (9. místo)                                                     | Odstoupení                                                                        |                                                                                   |
| 1987/88                           | Oberliga Süd – sk. B    | 3. úroveň | 1. místo         | Finále                                                                            |                                                                                   |                                                                                   |
| 1988/89                           | Oberliga Süd            | 3. úroveň | 1. místo         | Vítěz                                                                             | Postup                                                                            |                                                                                   |
| 1989/90                           | 2. Bundesliga Süd       | 2. úroveň | 5. místo         | Skupina o udržení, sk. A (3. místo)                                               |                                                                                   |                                                                                   |
| 1990/91                           | 2. Bundesliga Süd       | 2. úroveň | 4. místo         | Finálová skupina (7. místo)                                                       |                                                                                   |                                                                                   |
| 1991/92                           | 2. Bundesliga Süd       | 2. úroveň | 1. místo         | Finálová skupina (5. místo)                                                       |                                                                                   |                                                                                   |
| 1992/93                           | 2. Bundesliga           | 2. úroveň | 1. místo         | Semifinále                                                                        |                                                                                   |                                                                                   |
| 1993/94                           | 2. Bundesliga           | 2. úroveň | 1. místo         | Vítěz                                                                             | Postup                                                                            |                                                                                   |
| 1994/95                           | Deutsche Eishockey Liga | 1. úroveň | 13. místo        | Osmifinále                                                                        |                                                                                   |                                                                                   |
| 1995/96                           | Deutsche Eishockey Liga | 1. úroveň | 12. místo        | Čtvrtfinále                                                                       |                                                                                   |                                                                                   |
| 1996/97                           | Deutsche Eishockey Liga | 1. úroveň | 13. místo        | Play-out, 1. kolo (výhra)                                                         |                                                                                   |                                                                                   |
| 1997/98                           | Deutsche Eishockey Liga | 1. úroveň | 14. místo        | 2. předkolo                                                                       |                                                                                   |                                                                                   |
| 1998/99                           | Deutsche Eishockey Liga | 1. úroveň | 8. místo         | Čtvrtfinále Prohra s Nürnberg Ice Tigers 2 : 3                                    |                                                                                   |                                                                                   |
| 1999/00                           | Deutsche Eishockey Liga | 1. úroveň | 8. místo         | Čtvrtfinále Prohra s Kölner Haie 0 : 3                                            |                                                                                   |                                                                                   |
| 2000/01                           | Deutsche Eishockey Liga | 1. úroveň | 14. místo        | Ne                                                                                |                                                                                   |                                                                                   |
| 2001/02                           | Deutsche Eishockey Liga | 1. úroveň | 8. místo         | Čtvrtfinále Prohra s Hamburg Freezers 1 : 3                                       |                                                                                   |                                                                                   |
| 2002/03                           | Deutsche Eishockey Liga | 1. úroveň | 11. místo        | Ne                                                                                |                                                                                   |                                                                                   |
| 2003/04                           | Deutsche Eishockey Liga | 1. úroveň | 9. místo         | Ne                                                                                |                                                                                   |                                                                                   |
| 2004/05                           | Deutsche Eishockey Liga | 1. úroveň | 7. místo         | Čtvrtfinále Prohra s Eisbären Berlín 1 : 4                                        |                                                                                   |                                                                                   |
| 2005/06                           | Deutsche Eishockey Liga | 1. úroveň | 12. místo        | Ne                                                                                |                                                                                   |                                                                                   |
| 2006/07                           | Deutsche Eishockey Liga | 1. úroveň | 13. místo        | Ne                                                                                |                                                                                   |                                                                                   |
| 2007/08                           | Deutsche Eishockey Liga | 1. úroveň | 12. místo        | Ne                                                                                |                                                                                   |                                                                                   |
| 2008/09                           | Deutsche Eishockey Liga | 1. úroveň | 10. místo        | Předkolo Prohra s Grizzlys Wolfsburg 1 : 3                                        |                                                                                   |                                                                                   |
| 2009/10                           | Deutsche Eishockey Liga | 1. úroveň | 8. místo         | Finále Prohra s Hannover Scorpions 0 : 3                                          |                                                                                   |                                                                                   |
| 2010/11                           | Deutsche Eishockey Liga | 1. úroveň | 14. místo        | Ne                                                                                |                                                                                   |                                                                                   |
| 2011/12                           | Deutsche Eishockey Liga | 1. úroveň | 8. místo         | Předkolo Prohra s Kölner Haie 0 : 2                                               |                                                                                   |                                                                                   |
| 2012/13                           | Deutsche Eishockey Liga | 1. úroveň | 8. místo         | Předkolo Prohra s Straubing Tigers 0 : 2                                          |                                                                                   |                                                                                   |
| 2013/14                           | Deutsche Eishockey Liga | 1. úroveň | 11. místo        | Ne                                                                                |                                                                                   |                                                                                   |
| 2014/15                           | Deutsche Eishockey Liga | 1. úroveň | 12. místo        | Ne                                                                                |                                                                                   |                                                                                   |
| 2015/16                           | Deutsche Eishockey Liga | 1. úroveň | 12. místo        | Ne                                                                                |                                                                                   |                                                                                   |
| 2016/17                           | Deutsche Eishockey Liga | 1. úroveň | 6. místo         | Čtvrtfinále Prohra s Nürnberg Ice Tigers 3 : 4                                    |                                                                                   |                                                                                   |
| 2017/18                           | Deutsche Eishockey Liga | 1. úroveň | 12. místo        | Ne                                                                                |                                                                                   |                                                                                   |
| 2018/19                           | Deutsche Eishockey Liga | 1. úroveň | Bronzová medaile | Semifinále Prohra s EHC Red Bull München 3 : 4                                    |                                                                                   |                                                                                   |
| 2019/20                           | Deutsche Eishockey Liga | 1. úroveň | 10. místo        | Ročník zrušen po odehrání základní části z důvodu epidemie koronaviru SARS-CoV-2. | Ročník zrušen po odehrání základní části z důvodu epidemie koronaviru SARS-CoV-2. | Ročník zrušen po odehrání základní části z důvodu epidemie koronaviru SARS-CoV-2. |
| 2020/21                           | Deutsche Eishockey Liga | 1. úroveň |                  | Ne                                                                                |                                                                                   |                                                                                   |
| 2021/22                           | Deutsche Eishockey Liga | 1. úroveň | 11. místo        | Ne                                                                                |                                                                                   |                                                                                   |
| 2022/23                           | Deutsche Eishockey Liga | 1. úroveň | 14. místo        | Ne                                                                                |                                                                                   |                                                                                   |
| 2023/24                           | Deutsche Eishockey Liga | 1. úroveň | 14. místo        | Ne                                                                                |                                                                                   |                                                                                   |
| 2024/25                           | Deutsche Eishockey Liga | 1. úroveň | 13. místo        | Ne                                                                                |                                                                                   |                                                                                   |

## Účast v mezinárodních pohárech
Zdroj:
Legenda: SP – Spenglerův pohár, EHP – Evropský hokejový pohár, EHL – Evropská hokejová liga, SSix – Super six, IIHFSup – IIHF Superpohár, VC – Victoria Cup, HLMI – Hokejová liga mistrů IIHF, ET – European Trophy, HLM – Hokejová liga mistrů, KP – Kontinentální pohár
- HLM 2019/2020 –